# Jason Kouchak
Jason Kouchak (* 1967, Lyon) je francouzský klavírista, skladatel a písničkář. Profesně působí a charitativně se angažuje ve Velké Británii, Francii, Japonsku, Singapuru a Hongkongu.

## Dětství
Narodil se v Lyonu ve Francii. Studoval na britské internátní škole Westminster School a hudební vzdělání získal na Royal College of Music a Univerzitě v Edinburghu. Je potomkem ruského námořního velitele Alexandra Kolčaka.

## Hudební kariéra
Natočil pět hudebních alb, přičemž dvě z nich vznikly v Abbey Road Studios. Se svými vlastními hudebními skladbami účinkoval v britské televizi BBC a na obrazovkách japonské televize NHK. Jako klasický klavírista absolvoval turné po celém světě, včetně koncertů v Hongkongu, Singapuru a Japonsku.
Dále vystupoval v londýnské Royal Festival Hall, pařížské Salle Pleyel nebo v petrohradském Mariinsky Theatre. Kromě toho vystupoval i s vlastními recitály v rámci mezinárodního festivalu Edinburgh International Festival. Na gala koncertu u příležitosti šedesátých narozenin Juliana Lloyda Webbera v Chelsea Arts Club přednesl skladbu The Moon represents my Heart upravenou mimo jiné pro Juliana Lloyda Webbera a Jiaxin Cheng. V roce 2010 pak vystoupil na koncertě k 200. výročí narození Frederyka Chopina v londýnské koncertní síni Guildhall se zpěvačkou a herečkou Elaine Paige. Také zpíval v kabaretních představeních v londýnském klubu Café de Paris a v Café Royal.
V roce 2012 účinkoval s Tomem Stoppardem na literárním festivalu Galle Literary Festival a v tom samém roce otevíral svým klavírním recitálem londýnský šachový turnaj London Chess Classic. Brzy nato se stal hudebním ředitelem Festivalu francouzského filmu Spojeného království v Londýně a Edinburghu a koncertoval na britské ambasádě v Paříži k Chopinově výročí narození.

## Vybraná vystoupení
V roce 1990 vystoupil jako host na oslavě 60. narozenin princezny Margarety v hotelu Ritz a v tom samém roce se pak objevil jako klavírista na premiéře filmu režiséra Zaffirelliho Hamlet. V roce 1998 přednesl své podání písně "Sakura" pro císaře Akihito v londýnském muzeu Victoria and Albert Museum. S touto písní vystoupil již předtím na dobročinné akci na podporu obětem zemětřesení v Kóbe v roce 1995. Sakura byla posléze nahrána společně s Julianem Lloyd Weberem na Kouchakovo album Cello Moods a uvedena olympijským krasobruslařem Yukou Sato roku 1999. V roce 2011 vystoupil s ruskou skladbou "Dark Is the Night".
V březnu 2015 přednesl Šeherezádu na oficiálním zahajovacím ceremoniálu Festivalu literatury Emirates Airline Festival of Literature a složil festivalovou znělku na rok 2016.

## Dobročinné aktivity
V roce 2010 pomohl společně s šachistou Stuartem Conquestem podpořit vznik dvou obrovských šachovnic pro děti v londýnském Holland Parku a v parku the Meadows v Edinburghu. Posléze také podpořil projekt šachovnice s motivy pohádky Alenka v říši divů. Pro britskou šachovou charitativní organizaci CSC pak složil znělku "Moving Forward". V roce 2011 založil dětský sbor Tsubasa, který zahajoval festival Matsuri a který v roce 2012 koncertoval k 60. výročí vlády královny Alžběty na Trafalgarském náměstí s písní Jupiter z Suity planet od Gustava Holsta. V roce 2016 se hrály jeho skladby, oslavující ženy jako šachové královny, v londýnském Britském muzeu a v New Yorku.

## Diskografie
- Space Between Notes (2017)
- Comme d'Habitude (2011)
- Midnight Classics (2008)
- Forever (2001)
- Watercolours (1999)
- Première Impression (1997)
- Cello Moods